# Paracheilinus walton
Paracheilinus walton là một loài cá biển thuộc chi Paracheilinus trong họ Cá bàng chài. Loài này được mô tả lần đầu tiên vào năm 2006.

## Từ nguyên
Từ định danh được đặt theo tên gọi của Quỹ Gia đình Walton (do nhà sáng lập công ty Walmart là Sam Walton khởi xướng), nhằm tri ân sự tài trợ của họ trong những chuyến khảo sát sinh học biển ở vùng bán đảo Đầu Chim (nơi mà mẫu định danh của loài cá này được thu thập), cũng như sự đóng góp tài chính đáng kể cho khu bảo tồn biển Bird's Head Seascape thuộc Tổ chức Bảo tồn Quốc tế.

## Phân bố và môi trường sống
P. walton hiện chỉ được biết đến tại vịnh Cenderawasih và rạn Ayau thuộc quần đảo Raja Ampat, được tìm thấy ở độ sâu khoảng 18–50 m.

## Mô tả
Chiều dài chuẩn lớn nhất được ghi nhận ở P. walton là khoảng 5,4 cm.
Cá đực trưởng thành có màu cam phớt vàng, trắng ở bụng với nhiều sọc xanh lam và đỏ được xếp vào kiểu nhóm A (sensu Allen và cộng sự (2016)). Các vây chủ yếu có màu cam nhạt, riêng vây đuôi có những vệt màu xanh lam, còn vây lưng có khoảng 3–5 tia sợi vươn dài.
Khi bước vào giai đoạn giao phối, cá đực chuyển sang màu cam với các sọc xanh óng. Vây lưng màu trắng xanh, tương phản với vùng màu đỏ sẫm liền kề ở phần thân trên phía cuối. Vây hậu môn màu vàng đến phớt cam với viền xanh da trời. Vây đuôi có thùy trên và dưới viền đỏ sẫm với các vệt xanh óng.
Số gai vây lưng: 9; Số tia vây lưng: 11; Số gai vây hậu môn: 3; Số tia vây hậu môn: 11; Số gai vây bụng: 1; Số tia vây bụng: 5.

## Phân loại
P. walton được xếp vào phức hợp loài Paracheilinus filamentosus, đặc trưng bởi những con đực trưởng thành có nhiều tia vây lưng dạng sợi vươn dài (luôn là 4 trở lên) và vây đuôi xẻ sâu hình lưỡi liềm. P. walton có chung haplotype DNA ty thể với Paracheilinus nursalim.